# 郑功成
郑功成（1964年—），湖南平江人，中华人民共和国社会保障及商业保险领域学者。民盟中央经济委员会主任。

## 生平
1985年毕业于武汉大学政治经济学专业。1985年7月至1993年，历任武汉大学经济学院助教、讲师。1993年至1995年4月任武汉大学经济学院副教授。1995年5月至2000年5月，担任武汉大学社会保障研究所所长、教授，并兼任武汉市政协常委及社会法制委员会副主任。
2000年5月起，担任中国人民大学劳动人事学院副院长、教授、博士生导师；中国人民大学中国社会保障研究中心主任；中国社会保险学会副会长兼学术委员会副主任；中国劳动科学教育研究会副会长。
2003年3月，当选第十届全国人大常委会委员、全国人大内务司法委员会委员。后来，他又先后当选第十一、十二届全国人大常委会委员。
郑功成主要从事劳动就业和社会保障、灾害保险等领域的教学及研究，为中国社会保障与商业保险学科的开拓者之一。